# Institution de retraite complémentaire des agents non titulaires de l'État et des collectivités publiques
L'Institution de retraite complémentaire des agents non titulaires de l'État et des collectivités publiques (Ircantec) est une caisse française de retraite complémentaire créée en 1970 pour les agents contractuels de droit public. Elle s'applique également aux agents recrutés au moyen d'un contrat aidé par une personne morale de droit public, aux agents titulaires à temps non complet, aux membres du gouvernement, aux agents titulaires sans droit à pension, aux praticiens hospitaliers, aux élus.
Conformément à l'article 51 de la loi no 2014-40 du 20 janvier 2014, des contractuels de droit privé peuvent cependant être affiliés à l'Ircantec dès lors que l'employeur est déjà adhérent du régime. Leur affiliation est maintenue, pendant une période transitoire jusqu'au 31 décembre 2016, tant que l'employeur ne connaît pas de modification de sa situation juridique, et après 2017 jusqu'à la rupture du contrat de travail de l'agent.

## Organisation et gouvernance
L'Ircantec est dirigée par un Conseil d'administration paritaire de 34 membres. Celui-ci est composé de seize représentants des employeurs, seize représentants des organisations syndicales et deux personnalités qualifiées.
L'Institution est gérée par la direction des politiques sociales de la Caisse des dépôts et consignations=.

### Présidence
- 2021 - 2025 : Christophe Iacobbi, maire (DVG) d’Allons (04), comme représentant des employeurs[2].
- 2015 - 2021 : Jean-Pierre Costes. Il est élu au titre du collège des bénéficiaires (CFDT), Il occupe les fonctions de cadre au ministère de l’Économie et des Finances, président Comité Interministériel d’Action Sociale et est vice-Président de l’ANCV (chèques vacances)[3],[4].
- 2011 - 2015 : Alain Gaillard[3].

### Vice-présidence
- 2021 - 2025 : Philippe Sebag, est élu comme représentant des salariés de la fédération des services publics (CFE CGC).
- 2015 - 2021 : Dominique Lévêque, est élu au titre de l’Association des Maires de France au sein du collège des employeurs[3].

## Fonctionnement
L'Ircantec est un régime par répartition, c'est-à-dire que les cotisations des salariés et celles de leurs employeurs sont utilisées directement pour payer les allocations des retraités, au titre d'une année donnée.
L'Ircantec est un régime par points : les cotisations du salarié et celles de son employeur lui permettent d’acquérir des points qui sont enregistrés chaque année sur un compte individuel et serviront de base au calcul de sa retraite.
Calcul des points Ircantec (par année) :
{\displaystyle {\text{Nombre de points}}={\frac {{\text{remunerations brutes}}\times {\text{taux de cotisation theorique}}}{\text{Valeur d’achat du point}}}}

## Politique d'investissement des réserves
En mai 2021, l’Ircantec fait partie des actionnaires-investisseurs de TotalEnergies à déclarer publiquement qu’il votera contre la résolution de stratégie climat proposée à l'assemblée générale par le groupe,.

### Reconnaissances
La politique d'investissement de l'Ircantec a été distingué le 28 octobre 2016, par le Prix international du meilleur reporting climatique Investisseurs dans la catégorie « Alignement et contribution aux objectifs de l’Accord de Paris ». Ce prix vient récompenser la cohérence de la politique d'investissement, orienté sur une limitation du réchauffement climatique à un niveau inférieur à 2 °C par rapport à 1990.
Le 5 décembre 2019, lors de la cérémonie des Couronnes de l’Agefi, l'Ircantec a obtenu le prix de la « Meilleure initiative en faveur de la prise en compte des Objectifs de développement durable (ODD) » dans sa politique d'ISR.